# Liste der Monuments historiques in Vauxrezis
Die Liste der Monuments historiques in Vauxrezis führt die Monuments historiques in der französischen Gemeinde Vauxrezis auf.

## Liste der Bauwerke
| Bezeichnung           | Beschreibung              | Standort                  | Kennzeichnung | Schutzstatus | Datum | Bild           |
| --------------------- | ------------------------- | ------------------------- | ------------- | ------------ | ----- | -------------- |
| Kirche St-Maurice     | Erbaut im 12. Jahrhundert | Place de la Mairie (Lage) | PA00115967    | Classé       | 2013  | weitere Bilder |
| Dolmen La Pierre Laye | Neolithikum               | (Lage)                    | PA00115966    | Classé       | 1944  | weitere Bilder |